# اهوانو (دامغان)
آهوانو یک روستا در ایران است که در دهستان رودبار (دامغان) و در جاده چشمه علی و قبل از چشمه علی و روستای آستانه واقع شده‌ است. آهوانو ۶۰۶ نفر جمعیت دارد.